# جین وایلدر
جین وایلدر (به انگلیسی: Gene Wilder) (زاده ۱۱ ژوئن ۱۹۳۳ درگذشتهٔ ۲۹ اوت ۲۰۱۶) بازیگر کمدی، کارگردان و نویسنده آمریکایی بود.

## فیلم‌ها
| سال  | فیلم                                                                      | نقش                           | توضیحات                                                        |
| ---- | ------------------------------------------------------------------------- | ----------------------------- | -------------------------------------------------------------- |
| ۱۹۶۶ | مرگ فروشنده                                                               | برنارد                        | فیلم تلویزیونی                                                 |
| ۱۹۶۷ | بانی و کلاید                                                              | Eugene Grizzard               |                                                                |
| ۱۹۶۸ | تهیه‌کنندگان                                                               | لئو بلوم                      | نامزد – جایزه اسکار بهترین بازیگر نقش مکمل مرد                 |
| ۱۹۷۰ | Start the Revolution Without Me                                           | The twins Claude and Philippe |                                                                |
| ۱۹۷۰ | Quackser Fortune Has a Cousin in the Bronx                                | Quackser Fortune              |                                                                |
| ۱۹۷۱ | ویلی وانکا کارخانه شکلات‌سازی                                              | ویلی وانکا                    | نامزد – جایزه گلدن گلوب بهترین بازیگر مرد فیلم موزیکال یا کمدی |
| ۱۹۷۲ | Everything You Always Wanted to Know About Sex* (*But Were Afraid to Ask) | دکتر داگ راس                  |                                                                |
| ۱۹۷۲ | The Scarecrow                                                             | Lord Ravensbane/The Scarecrow | فیلم تلویزیونی                                                 |
| ۱۹۷۴ | کرگدن                                                                     | استنلی                        | بر پایه نمایش‌نامه کرگدن‌ها اثر اوژن یونسکو                      |
| ۱۹۷۴ | پالان‌های درخشان                                                           | Jim, "The Waco Kid"           |                                                                |
| ۱۹۷۴ | شازده کوچولو                                                              | The Fox                       |                                                                |
| ۱۹۷۴ | آخرین رستگاری                                                             | جوئل واترسون                  |                                                                |
| ۱۹۷۴ | بازی روز پنج‌شنبه                                                          | هری اورز                      | فیلم تلویزیونی                                                 |
| ۱۹۷۴ | فرانکنشتاین جوان                                                          | دکتر فرانکنشتاین              | >نامزد – جایزه اسکار بهترین فیلم‌نامه اقتباسی                   |
| ۱۹۷۵ | The Adventure of Sherlock Holmes' Smarter Brother                         | Sigerson Holmes               | همچنین کارگردان و نویسنده                                      |
| ۱۹۷۶ | Silver Streak                                                             | George Caldwell               | نامزد – جایزه گلدن گلوب بهترین بازیگر مرد فیلم موزیکال یا کمدی |
| ۱۹۷۷ | بزرگترین عاشق جهان                                                        | رودی ولنتاین یا رودی هیکمن    | همچنین تهیه‌کننده، کارگردان و نویسنده                           |
| ۱۹۷۹ | بچه فریسکو                                                                | Avram Belinski                |                                                                |
| ۱۹۸۰ | عاشقان یکشنبه                                                             | Skippy                        | Directed "Skippy" segment                                      |
| ۱۹۸۰ | حرکت دیوانه‌وار                                                            | Skip Donahue                  |                                                                |
| ۱۹۸۲ | Hanky Panky                                                               | مایکل جوردن                   |                                                                |
| ۱۹۸۴ | زن سرخ‌پوش                                                                 | تدی پیرس                      | همچنین کارگردان و نویسنده                                      |
| ۱۹۸۶ | Haunted Honeymoon                                                         | لری ابت                       | همچنین کارگردان و نویسنده                                      |
| ۱۹۸۹ | شر نبین، شر نشنو                                                          | دیو لیون                      | همچنین نویسنده                                                 |
| ۱۹۹۰ | Funny About Love                                                          | دافی برگمن                    |                                                                |
| ۱۹۹۱ | Another You                                                               | George/Abe Fielding           |                                                                |
| ۱۹۹۹ | Murder in a Small Town                                                    | Larry "Cash" Carter           | Television; co-written with Gilbert Pearlman                   |
| ۱۹۹۹ | آلیس در سرزمین عجایب                                                      | The Mock Turtle               |                                                                |
| ۱۹۹۹ | The Lady in Question                                                      | Larry "Cash" Carter           | Television; co-written with Gilbert Pearlman                   |